# Monasterio de Vranjina
El monasterio de Vranjina (en serbio: Манастир Врањина, romanizado: Manastir Vranjina), también conocido como monasterio de Vranina o monasterio de San Nicolás, es un monasterio ortodoxo serbio en la parte sureste de la isla de Vranjina en el lago Skadar, en Montenegro. El monasterio de Vranjina con su iglesia dedicada a san Nicolás es uno de los monasterios más antiguos de Montenegro.

## Historia
Basado en la bula de oro de Rastko Nemanjić (san Sava) de 1233, el documento más antiguo que menciona este monasterio, se puede concluir que fue fundado entre 1221 y 1223 por Sava, el primer arzobispo de la Iglesia serbia autocéfala, o por Ilarion Šišojević, el primer obispo metropolitano de la Metrópolis de Zeta. Según algunos relatos, Ilarion fue enterrado en el patio del monasterio.
El metoquión monástico se formó inicialmente con tierras e ingresos otorgados al monasterio por miembros de la Casa de Nemanjić, quienes dieron las donaciones más ricas al monasterio. San Sava otorgó a Vranjina algunas tierras del Santo Salvador metoquión en Plavnica, mientras que el rey Esteban Vladislav otorgó las aldeas Crmnica de Godinje, Medveđa Glava y Kruševica al monasterio, y la reina Helena de Anjou le otorgó tierras alrededor de Krnjica y Uljanik en Kruševica en 1280. Alrededor de 1296, el rey Esteban Milutin otorgó al pueblo de Orahovo y 100 perpers de ingresos del mercado de Sveti Srdj cerca de Skadar al monasterio. Vranjina pronto se hizo famosa por su riqueza. En 1348, el emperador Esteban Dušan otorgó el monasterio junto con la mitad de sus ingresos a la iglesia en Jerusalén dedicada al Arcángel Miguel (que se cree que fue fundada por el rey Milutin). De esa manera, Vranjina se convirtió en metoquión de la Iglesia del Arcángel Miguel en Jerusalén. Las cartas de Vranjina en el siglo xiv mencionaban en albanés (Arbanas), Vlah, latín (ciudadano católico) y serbio en sentido étnico como aquellos que podían dañar la propiedad del monasterio.
Más tarde, Vranjina recibió ricas propiedades de miembros de las familias nobles Balšić y Crnojević que gobernaron Zeta. En 1404, Đurađ Stracimirović entregó el pueblo de Rake al monasterio, mientras que Balša III le dio un estanque de sal (1417) y el pueblo de Karuč en Crmnica (1420). En el período posterior al gobierno de Nemanjić, durante el cual todas las propiedades pertenecían al monarca supremo, la nobleza local menor comenzó a reclamar la propiedad de la tierra, algunos incluso tomando partes de metoquions monásticos. La famosa asamblea tuvo lugar en el monasterio el 6 de septiembre de 1455, cuando en medio de la creciente amenaza turca, las tribus de las tierras altas juraron lealtad a la República de Venecia en presencia del proveditor veneciano. Stefan Crnojević, duque de Zeta que ya se había alineado con los venecianos, organizó la asamblea y también estuvo presente. En los asuntos de la iglesia, la asamblea es fundamental para la preservación de la autoridad del metropolitano de Zeta que en ese momento rivalizaba con el no canónico y, de acuerdo con la política de la República después del Concilio de Florencia, los venecianos instalaron un metropolitano griego uniato sentado en el monasterio de Ostros. La asamblea solicitó oficialmente que su metropolitano fuera eslavo y que Vranjina, donde estaba ubicado la metrópolis en ese momento, fuera reconocida como la sede oficial. En 1469, Iván Crnojević devolvió todas las propiedades anteriores de Vranjina, que incluían pueblos en el valle de Zeta, Limljani, Limsko Polje, Brčeli, Optočići, Tomići y Šišovići. En 1478, durante el asedio de Shkodra, el sultán Mehmed el Conquistador confirmó todos los derechos y privilegios existentes al monasterio para obtener el apoyo de las tribus circundantes.
El monasterio fue una sede temporal de la Metrópolis de Zeta después de la destrucción del monasterio del Santo Arcángel Miguel en 1441 y permaneció así hasta 1481 cuando, debido a la proximidad de las líneas del frente, la sede se trasladó brevemente al monasterio de Kom. Finalmente, Iván Crnojević lo trasladó a Cetiña en 1485. A principios del siglo xvi se renovó la presión sobre sus propiedades, esta vez por parte de los pueblos vecinos, por lo que el monasterio tuvo que suplicar a Skenderbeg Crnojević la protección de su derechos en 1527. El monasterio era tan pobre en el xvii que en 1665 su higúmeno, junto con el hegumen del monasterio de Moračnik, pidió ayuda al obispo católico de Escútari, Pjetër Bogdani. Fue incendiado por las fuerzas otomanas en 1714 durante la invasión de Montenegro por Numan Pasha. Los 9 defensores del monasterio, incluido su higúmeno Nikolaj de Podgorica y el vaivoda Ratko Orlandić, que estaban muy superados en número, se fortificaron en el monasterio donde fueron quemados vivos.